# Опатувек
Опатувек (пол. Opatówek) — місто в центральній Польщі, Каліський повіт. Адміністративний центр ґміни Опатувек.

## Історія
Початки історії міста пов'язані з християнізацією Великопольщі під час формування польської держави. Місто у давніх актах згадується як Opatovia або Opatowo. У 1246 р. поселення належало архієпископу у Гнєзно. В кінці тринадцятого і чотирнадцятому століття поселення зазнавало руйнації через напади шляхти, а потім литовців (1304) і тевтонців (1331).
1338 р. місто здобулом іські права. Незважаючи на їх отримання протягом тривалого періоду належав до дуже малих міст. У 1579 р. він заплатив міський податок від «двох майстрів і восьми судових приставів». 
Після II поділу Польщі (1792) місто належало до Каліського департаменту Південної Прусії. З 1807 по 1815 р. - частина Варшавського герцогства. З 1815 р. входило до складу Російської імперії. 1869 р. місто мало лише 1623 мешканці, тому з 1870 р. втратило статус міста.
1902 р. через поселення пройшла залізниця.
У червні 1987 р. відзначено 850-річчя Опатувека.
1 січня 2017 р. відновлено міські права.

## Пам'ятки
- Фабрика Адольфа Федлєра (1824-1826)
- Залізний парковий міст (1824) - найстаріший залізний міст у Польщі
- Костел Серця Христового (1906-1912)
- Залишки старого фільварку

## Видатні особи
- Агатон Ґіллер